# 皮德別列日扎
49°3′9″N 23°55′3″E / 49.05250°N 23.91750°E
皮德別列日扎（烏克蘭語：Підбережжя），是烏克蘭的村落，位於該國西部伊萬諾-弗蘭科夫斯克州，面積80平方公里，2001年人口約1,385，該村落99%居民使用烏克蘭語。